# الإخبارية السورية
قناة الإخبارية السورية هي محطة تلفزيونية عامة حكومية مقرها في دمشق، سوريا، وتتبع الهيئة العامة للإذاعة والتلفزيون أطلقت في 15 ديسمبر 2010، وأُعيد إطلاقها بهوية جديدة في 5 مايو 2025، بعد تعليق بثها لعدة أشهر من سقوط نظام الأسد في 8 ديسمبر 2024.
شغل الإعلامي السوري عماد سارة منصب مدير قناة الإخبارية السورية بين عامي 2011، و2016

## الهجوم على القناة
بتاريخ 27 حزيران 2012، وقع هجوم على مقر قناة الإخبارية في دروشا بريف دمشق أدى إلى مقتل 7 من العاملين فيها من حراس وفنيين، وتدمير شبه كامل للمبنى، وقد أعلنت جبهة النصرة المرتبطة بتنظيم القاعدة -في حينها- مسؤوليتها عن العملية.